# 쌍어궁
쌍어궁(雙魚宮, ♓, Pisces)(/ˈpaɪsiːz/, pis'eez(파이시즈), 고대 그리스어: Ἰχθύες, "이크투에스")은 물고기자리 성좌에서 유래한 황도대의 열두 번째 점성술의 별자리이다. 이것은 황도 좌표계의 332.75°와 360° 사이인, 황도대의 330°~360°에 걸쳐있는데, 회귀황도대에서 태양은 매년 평균 2월 19일에서 3월 20일 사이에 이 구간을 지난다.
점성술의 물고기자리로 만들어진 연관되는 것들은 수세기의 신화를 이뤄 오고 있다.

## 배경

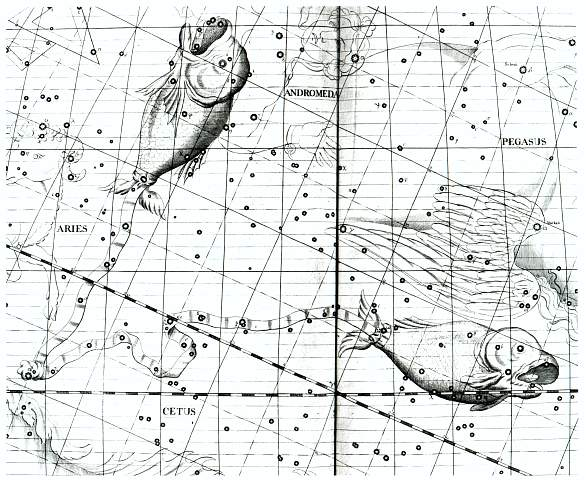
플램스티드 천구도보의 "끈이 두 다리의 물고기 즉 물고기자리의 꼬리를 연결하고 있다.

정의에 따른 점성술의 물고기자리는 황도 좌표계의 330°에서 0°를 지나는 반면, 천문학의 성좌와 점성술의 별자리가 같아진 시점부터의 세차운동으로 인하여 이 구간은 현재 대부분 물병자리가 드리우고 있다. 오늘날 양자리의 시작점 또는 춘분점이 물고기자리 성좌에 있다. 가장 밝은 항성이 4등급뿐인 이 별자리에는 유명한 항성이 없다. 이 별자리의 한 항성 알파 피스키움은 "우물 끈" 또는 "줄" 을 의미하는 아랍어 الرشآء(알리사)에서 비롯된 알레샤(Alrescha)로도 알려져 있다. 프톨레마이오스는 알파 피스키움을 두 마리의 물고기를 연결하는 줄을 모두 매듭묶은 곳에 있는 점으로 묘사했다. 물고기자리의 점성술 기호는 특징적으로 입 또는 꼬리가 끈에 붙들린 두 마리의 물고기를 상징한다. 이 물고기는 보통 서로의 반대 방향으로 헤엄치는 것으로 그려진다. 이것들은 한 쌍으로 보이게 되는데도, 모든 언어에서 이 별자리의 이름은 원래 물고기 한 마리만을 나타냈다.
항성황도대 점성술에서 태양은 현재 거의 3월 15일부터 4월 14일까지 물고기자리 성좌를 지난다. 이 기간에 태어난 개인들은 그들이 동의하는 점성술 체계에 따라서, "물고기자리 태생의 사람들"(Pisceans)이라고 불릴 수도 있다.

## 신화
물고기자리와 연관된 신은 비슈누, 아프로디테, 에로스, 티폰, 포세이돈 그리고 그리스도가 있다.

### 초기 신화
"Pisces"(물고기자리)는 "물고기들"을 뜻하는 라틴어의 단어이다. 이것은 서력기원전 2300년경으로 거슬러 올라가는 이집트의 관뚜껑에 나타난 두 마리의 물고기가 있는 가장 오래된 황도대 별자리 가운데 하나이다.
그리스 신화에 따르면, 가이아가 신들을 공격하기 위해 "모든 괴물의 아버지"인 괴물 티폰을 보냈으므로, 판이 스스로 염소물고기로 변해 유프라테스강으로 뛰어들기 전에 다른 신들에게 그 사실을 경고했는데, 물고기자리는 (베누스라고도 여겨지는) 아프로디테와 (큐피드라고도 여겨지는) 그녀의 아들 에로스가 그 괴물로부터 달아나기 위해 변신한 물고기를 의미한다. 물고기 "피스케스"가 아프로디테와 그녀의 아들을 위험으로부터구하는 위와 유사한 신화는 마닐리우스의 다섯 권의 시집 아스트로노미카(Astronomica)로 알려졌다.: "베누스의 안전은 그들의 모습 덕분이다." 또 다른 신화에서는 한 개의 알이 유프라테스강으로 떨어졌다고 한다. 그리고는 그것은 강 기슭으로 굴러갔다. 그 알이 부화하여 거기서 아프로디테가 나올 때까지 비둘기들이 그 알을 쪼았다. 아프로디테는 물고기들에게 감사의 표시로 그것들을 하늘로 올려 보냈다고 한다. 이러한 신화들로 인하여, 물고기자리 성좌는 "비너스와 규피드(Venus et Cupido)"와 "비너스 시리아와 큐피드(Venus Syria cum Cupidine)", "비너스와 아도니스(Venus cum Adone)", "디오네(Dione)" 그리고 "비너스의 어버니(Veneris Mater)"로도 알려져 있다. 후자의 "Meter"(메테르)는 어머니를 뜻하는 정중한 표현의 라틴어 단어이다.
물고기자리의 기원에 대한 그리스 신화는 잉글랜드의 점성가 리처드 제임스 모리슨의해 점성술 본래의 교의로부터 비롯된, 그리고 "나중에 그것의 본래 의도가 시인들과 사제들에 의해 불순화 된" 설화들의 한 예로써 인용되었다.

### 현대의 신화와 종교
유대교의 축일 가운데 퓨림절에는 물고기자리에서 보름달이 진다. 크리스토의 탄생 신화는 "세상의 구세주"가 사람의 어부로 나타난 것을 춘분점이 물고기자리에 들어간 결과라고 전한다. 그때는 물고기자리 시대로의 진입 시점과 유사하다.

#### 점성학적 시대

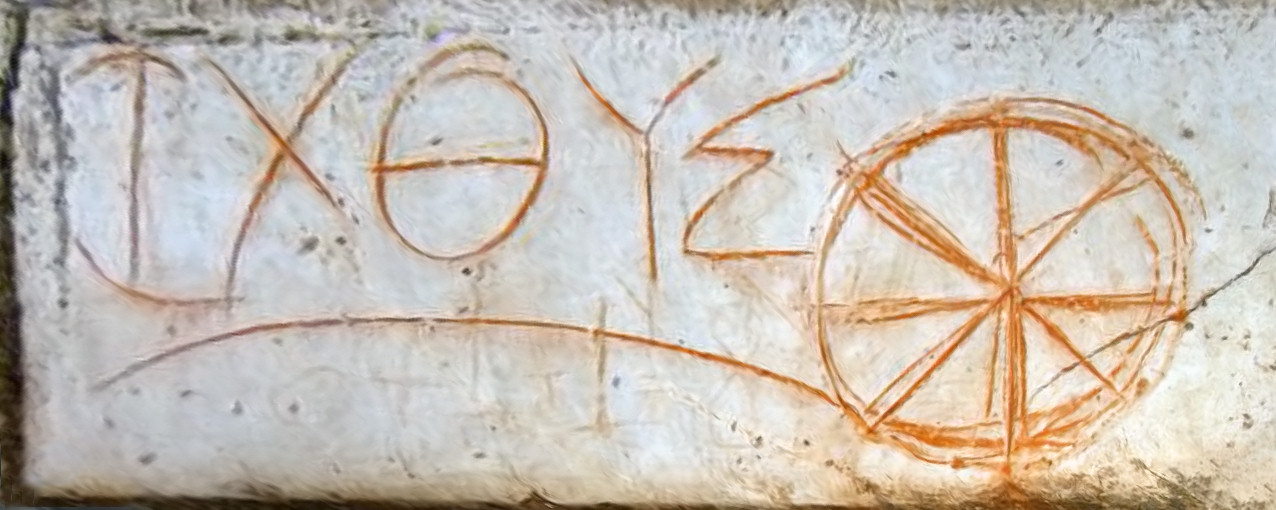
터키의 에페소스에 있는 한 폐허의 대리석에 새겨진 초기 기독교의 익투스 표시

점성학적 시대는 지구 주민들의 발전에 있어서 특히 사회와 문화, 정치에 관련된 주요한 변화들과 평행을 이루는 점성술의 시간 주기이며, 열두 개의 점성학적 시대는 열 두개의 황도대 별자리와 상응한다. 분점의 세차운동으로 알려진 현상으로 인하여 점성학적 시대가 존재하며, 이러한 세차운동의 완전한 기간을 약 25,920년의 대년(Great Year, 大年) 또는 플라톤 년 이라 부른다.
물고기자리의 시대는 약 CE 1년에 시작하여 CE 2150년경에 끝나게 된다. 그리스도의 탄생 신화는 이 시기와 일치하므로, 그리스도를 뜻하는 많은 상징들은 물고기 즉, 물고기자리를 뜻하는 점성술의 기호를 사용한다. 그리스도 자신의 인물은 물고기자리의 기질과 인격성향을 많이 지니는데, 그런 까닭에, 물고기자리 태생의 사람들의 전형으로 여겨진다. 게다가, 열두 사도는 "사람의 어부들"이라 불렸다. 초기 기독교인들은 그들 스스로를 "작은 물고기들"이라고 칭했고, Jesus(예수)를 뜻하는 암호용어는 그리스어로 물고기를 의미하는 단어 "Ikhthues(이크투에스)"였다. 그러므로, 이 시대의 시작 또는, "물고기자리의 대월(Great Month, 大月)"이 기독교의 시작으로 여겨진다. 성 베드로가 물고기자리 태생의 사람들의 사도로 인정된다.
물고기자리는 밤하늘에 있는 처녀자리 또는 동정녀 마리아의 맞은편에서 "죽어가는 하나님"으로 불린다. 다음 유월절이 오려고 할 때, 예수가 그의 제자들에게 질문을 받았는데, 그는 이렇게 대답했다.:
보아라. 너희가 도시로 들어갔을 때, 물동이를 지닌 누군가를 만나게 될 터인데, ... 그가 집으로 들어가거든, 너희도 따라서 들어가거라.— 예수, 루카 복음 22:10

그때는 물병자리 시대로의 시대 변화와 일치한다.

### 연관 행성
점성가들은 한 사람의 출생 시간이 그들의 인생과 성격에 영향을 줄 수 있다고 믿는다. 그들의 신앙은 의사과학이다. 점성술에서는 출생 시간에 관련된 예언과 성격의 평가가 통제 연구에서 증명된 적이 없으므로, 어떠한 과학적 타당성도 없다. 그러나 어떤 사람들은 그 유효성을 계속 믿고 있다.
점성술에서, 본질적 위계는 한 행성 또는 가상점의 황도대상의 위치에 따른 강약을 말하는데, 17세기 점성가 윌리엄 릴리에 의해 "행성들 또는 운명성들(significators)의 힘과 용기 또는 쇠약"이라 불렸다. 전통적으로 다섯 가지의 위계가 있다.: 거주지(domicile)와 손상(detriment), 고양(exaltation)과 쇠약(fall), 삼궁(triplicity), 텀(term) 그리고 페이스(face). 그러나, 후자의 두 가지는 사용이 줄어들어 왔다.
행성의 거주지는 그것이 주인지위(rulership)를 가지는 황도대의 별자리이며, 물고기자리의 주인 또는 물고기자리와 어울리는 행성은 목성과 해왕성 그리고 달이다. 밀교 점성술에서, 금성은 물고기자리의 주인으로 여겨지며 1846년에 해왕성이 발견되기 이전에는 목성이 물고기자리를 통치한다고 했다. 로마의 물과 바다의 신 넵투누스와의 연관성으로 인해 오늘날 대부분은 해왕성이 물고기자리의 주인 행성으로 여겨진다. 쇠약 또는 "반대" 별자리의 주인 행성으로 간주되는 것은 수성이다. 금성은 물고기자리에서 고양되고, 수성은 물고기자리에서 쇠약해진다.
영국의 점성가 앨런 레오에 따르면, 물고기자리는 전갈자리와 게자리와 함께 "무언의 별자리"라고도 알려진 물의 별자리인 삼궁을 구성한다. 활발한 불의 별자리와는 대조적으로, 이것은 활발하지 않은 또는 에너지가 결여된 본성의 일부를 나타낸다. 부가적으로, 이 세 개의 별자리는 자연계에서 비옥하게 만드는 기능을 하는 결실이 풍부한 별자리로 여겨진다. 그리고, 그는 물고기자리를 자연적으로 영적이며 심리적인 세계에 능숙한 "음극"으로 분류했다. 이것은 물질계와 비가시적 영역 모두에 있는 인간의 이중적 본성을 의미하는 두개의 반원과 한개의 선으로 구성된 물고기자리를 뜻하는 기호(♓)와 비슷하다. 20세기의 점성가 로버트 핸드에 따르면, 황도에서 떨어져 위쪽으로 향해 있는 물고기는 하늘을 향해 헤엄치고 있거나, 영적 계몽을 추구하고 있다고 한다. 그리고, 다른 물고기는 스스로를 물질계와 연관짓는 황도를 따라 헤엄친다고 한다.
황도대의 마지막 별자리인 물고기자리의 기호는 나쁘게 나타난 것에서 좋은 것을 뽑아내는 어려움의 표현이라고 한다. 물고기자리를 뜻하는 기호의 "교훈은 혹독한 계절이 지나갔다.: 아직은 여러분이 창고를 열지 않았을지라도, 강과 바다는 여러분에게 열려 있고, 여러분의 삶은 여러분의 능력에 달려있다."고 말한다. 이 별자리는 여성적 별자리이며 , 물고기자리를 표현하는데 사용되어 오고 있는 색상은 회색 또는 청회색이다. 물고기자리와 연관있는 신체 부위는 발 또는 발가락이다. 또한, 점성가들은 신체의 여러 질병과 황도대를 연관지으며, 물고기자리의 질병은 발과 관련된 것이다. 그것은 통풍과 파행, 상처를 포함한다. 어류의 소비와 약물에 관련된 중독 뿐만 아니라, 음식과 음료의 과다한 섭취 또한 물고기자리에서 나타난다.
물고기자리는 단기 상승 별자리로 분류된다.: 이 분류의 별자리는 다른 별자리보다 지평선에서 오르는 시간이 짧다. 그리고, 태양이 물고기자리에 들었을 때, 이 별자리는 천구 적도의 남쪽에 있으므로, 이것은 여섯 개의 남쪽 별자리 가운데 하나이다. 그러므로, 이것은 겨울 하늘에서는 북반구에 위치한다. 물고기자리는 두 마리의 물고기로 구성된 점성학적 별자리인 까닭에, 양체 또는 두 몸의 별자리로도 여겨진다.

#### 성격

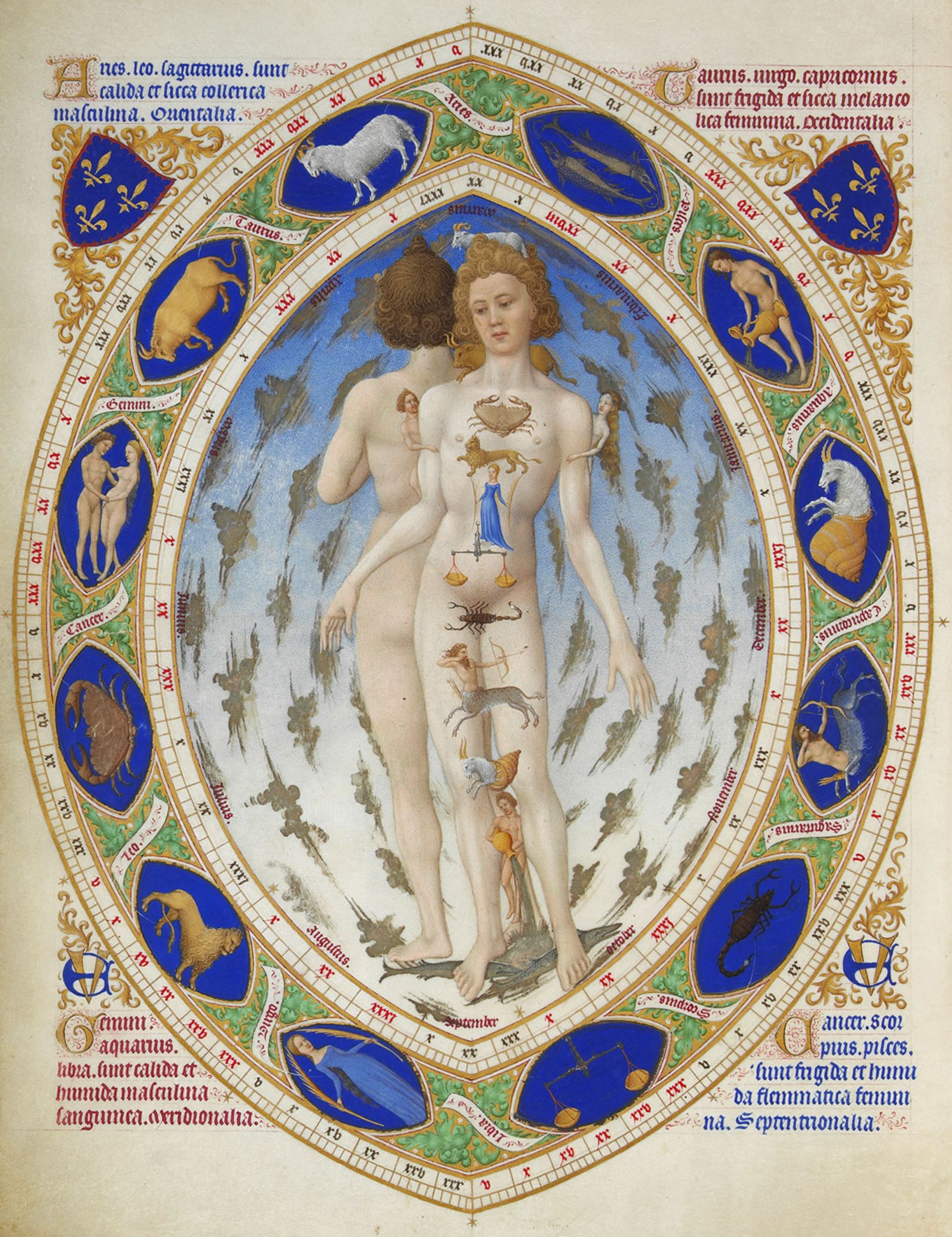
랭부르 삼형제가 그린 점성학적 인간. 발에 물고기가 있다.

출생 시간에 의해 성격을 특징짓는 것에 대해 어떠한 과학적 근거도 없는데도 불구하고, 서양 점성술의 전통적 신앙은 물고기자리 태생의 사람들이 지각력있고 감성적이며 분별있다고 주장한다. 물고기자리 태생의 사람들의 모든 행동은 이유있는 열정 때문이며, 그들은 언제나 동기를 부여할 능력이 있다고도 한다. 이것이 "불운한"별자리로 간주된 다면, 매우 예민하기로 소문난 그들은 조롱받는 것을 몹시 두려워 한다고 한다. 물고기자리는 그들을 변화에 민감하게 만드는 무언의 별자리이다. 유사하게, 물고기자리는 현실적으로 그들을 융통성 있게도 하고 우유부단하게도 만드는 "공통의 별자리"로도 분류된다. 점성가들은 양체의 별자리로써 물고기자리 태생의 사람들이 각자 다른 때에 결혼할 수도 있고 불운은 결코 개별적으로 찾아오지 않는다고 제안하며 그들의 삶에서 그러한 일들이 현저하게 반복된다고 믿는다. 그러나, 점성가 막스 하인델에 따르면, 물고기자리의 행운은 다수에게 함께 찾아올 수도 있다고도 한다.
일부는 "보이지 않는 영역"의 계몽을 추구하는 물고기자리의 이중적 본질에 대한 점성술의 전통적 신앙에 순응하는 사람들은 그 부분에 대해 "꿈같고 신비하며 예술적"이라고 말한다. 에드거 케이스는 추정되는 심령술사가 물고기자리와 같은 것을 예로써 인용해 오고 있다고 한다. 발과 연관된 선에서, 물고기자리 태생의 사람들은 "앉아 있어서는 전혀 만족을 못한다." 오히려 서 있거나 걷는 것을 선호한다고 묘사되어 오고 있다.

#### 양립성
서양 점성술의 전통적 신앙에 따르면, 처녀자리와 염소자리는 물고기자리의 최고의 동반자라고하는데, 전자는 물고기자리 만큼 동등하게 중요하며, 후자는 물고기자리가 갈망하는 가정의 안정과 만족을 제공할 능력이 있기 때문이다. 물고기자리는 사수자리 또는 천칭자리와 결혼하는 것에 대해서는 충고가 필요하다. 왜냐하면, 그 둘 중 어느 쪽이든 그들은 자신의 행동에 명분을 부여하는데, 그것의 일부는 물고기자리 태생의 사람이 그들의 배우자에게 기대하는 것이기 때문이다.

## 영향

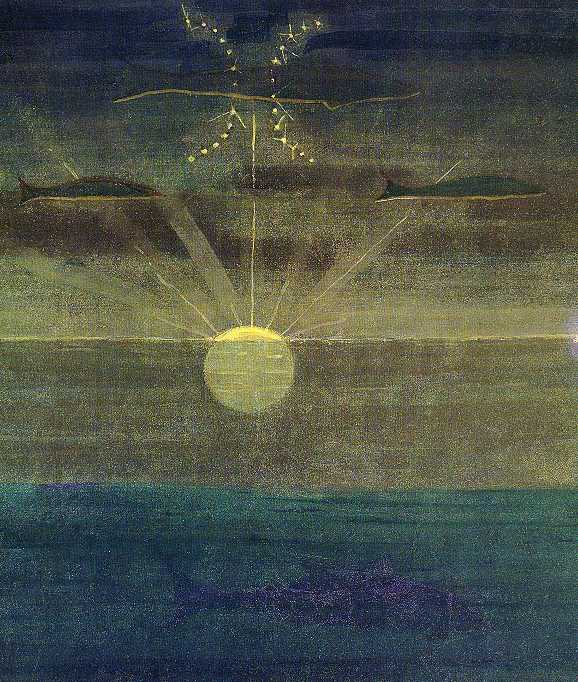
미칼로유스 콘스탄티나스 치우를리오니스가 그린 Žuvys (물고기자리)

### 예술
물고기자리에서 되는 단테의 푸르가토리오(연옥)의 첫 번째 칸토에서 신의 사랑으로 표현된다. 물고기자리는 15세기 루카 델라 로비아의 주제(2월의 조각판)이다.
1979년, 피츠버그를 구한 물고기자리 태생의 사람들(The Fish That Saved Pittsburgh)이라는 스포츠 공상 영화에서, 가상의 농구 님 "피츠버그 파이썬"은 계속되는 연패 이후에, 점성술에 따라, 물고기자리 태생의 사람들로 팀을 구성했다. 그들은 "피츠버그의 물고기자리"로 다시 태어났고 우승하기에 이른다.

## 갤러리
- 14세기 아랍어 원고 키탑 알불한(경이로운 책)에 있는 묘사.
- 파리에 있는 샤르트르 대성당에서 표현된 물고기자리
- 16세기 요한네스 레기오몬타누스의 목판화
- 옛 자파 때의 "소원을 비는 다리(Wishing Bridge)"에 있는 물고기자리

## 같이 보기
- 물고기자리 (중국 점성술)

## 참고 문헌

### 자료
- Allen, Richard Hinckley (1899). 《Star-names and their meanings》. G. E. Stechert., OCLC [1285139 http://www.worldcat.org/oclc/1285139]
- 《Almanac for the year 1386》. C. Stower Hackney. 1812., OCLC [500148918 http://www.worldcat.org/oclc/500148918]
- Ankerberg, John (2011). 《The Facts on Astrology》. ISBN 9781937136154.[깨진 링크(과거 내용 찾기)]
- 《The Astrologer's Magazine》 5. 1895., OCLC [24090541 http://www.worldcat.org/oclc/24090541]
- Battistini, Matilde (2007). 《Astrology, Magic, and Alchemy in Art》. Getty Publications. ISBN 9780892369072.
- Jeffrey Bennet, Megan Donohue, Nicholas Schneider, Mark Voit (2007). 《The cosmic perspective》 4판. San Francisco, California: Pearson, Addison-Wesley. ISBN 0805392831.
- Bobrick, Benson (2006). 《The Fated Sky: Astrology in History》. Simon & Schuster. ISBN 9780743268950.
- Cainer, Jonathon (1999). 《The Complete Book of the Zodiac》. Sterling Publishing Company, Inc., OCLC [9780806959221 http://www.worldcat.org/oclc/9780806959221]
- George W. Carey, Inez Eudora Perry; George W. Carey (2003). 《Zodiac》. Kessinger Publishing. ISBN 9780766138063.
- Christmas, Henry (1849). 《The cradle of the twin giants, science and history》 1., OCLC [2784057 http://www.worldcat.org/oclc/2784057]
- Cross Smith, Robert (1828). 《A manual of astrology, or the book of the stars》., OCLC [243960206 http://www.worldcat.org/oclc/243960206]
- 《The Flaming Sword》 15. Guiding Star Publishing House. 1900., OCLC [10327872 http://www.worldcat.org/oclc/10327872]
- Freke, Timothy; Peter Gandy (2001). 《The Jesus Mysteries: Was the "Original Jesus" a Pagan God?》. Random House Digital, Inc. , OCLC [9780609807989 http://www.worldcat.org/oclc/9780609807989]
- George, Llewellyn (1912). 《Astrological gleanings》. Llewellyn publishing Co. OCLC 33185159., OCLC [33185159 http://www.worldcat.org/oclc/33185159]
- Ariel Guttman, Gail Guttman, Kenneth Johnson (1993). 《Mythic Astrology: Archetypal Powers in the Horoscope》. Llewellyn Worldwide. ISBN 9780875422480.
- Sven Ove Hansson, Edward N. Zalta (2008년 9월 3일). 《Science and Pseudo-Science》. Stanford Encyclopedia of Philosophy. 2013년 1월 21일에 확인함.
- P. Hartmann, M. Reuter, H. Nyborga (2006년 5월). “The relationship between date of birth and individual differences in personality and general intelligence”. 《Personality and Individual Differences》 40 (7). doi:10.1016/j.paid.2005.11.017.
- Heindel, Max (1919). 《Simplified Scientific Astrology: A Complete Textbook on the Art of Erecting a Horoscope, with Philosophic Encyclopedia and Tables of Planetary Hours》 4판. Rosicrucian Fellowship., OCLC [36106074 http://www.worldcat.org/oclc/36106074]
- Hutton, Charles (1815). 《A Philosophical and Mathematical Dictionary》., OCLC [557643793 http://www.worldcat.org/oclc/557643793]
- Leo, Alan (1899). 《Astrology for all: to which is added a complete system of predictive astrology for advanced students》. L.N. Fowler & Co., OCLC [796904382 http://www.worldcat.org/oclc/796904382]
- Leo, Alan (2006). 《Practical Astrology》 3판. Kessinger Publishing. 2013년 10월 3일에 원본 문서에서 보존된 문서. 2013년 1월 21일에 확인함., OCLC [ http://www.worldcat.org/oclc/9781428600362]
- Lilly, William (1835).  Richard James Morrison, 편집. 《An introduction to astrology, rules for the practice of horary astrology》., OCLC [25980063 http://www.worldcat.org/oclc/25980063]
- Lilly, William (2005). 《Christian Astrology》 1. Cosimo, Inc. ISBN 9781596054103.
- Louis, Anthony (1998). 《Horary Astrology Plain & Simple: Fast & Accurate Answers to Real World Questions》 For Beginners Series판. Llewellyn Worldwide. ISBN 9781567184013.
- 《The Metropolitan》 10. James Cochrane. 1834. OCLC 58892017.,
- Morrison, Richard James (1861). 《The hand-book of astrology: containing the doctrine of nativities, in a form free of all mystery; by which a man may calculate his own nativity and learn his own natural character and proper destiny》 1. Berger., OCLC [60461668 http://www.worldcat.org/oclc/60461668]
- J. Gordon Mowat, John Alexander Cooper, Newton MacTavish (1903). 《The Canadian Magazine of Politics, Science, Art and Literature》. Ontario Publishing Company, Limited., OCLC [1553181 http://www.worldcat.org/oclc/1553181]
- Nares, Robert (1822). 《A glossary; or, Collection of words》., OCLC [5730657 http://www.worldcat.org/oclc/5730657]
- Carus, Paul, 편집. (1920). 《The Open Court》 34. Stanford Encyclopedia of Philosophy. 다음 글자 무시됨: ‘The Open Court Pub. Co.’ (도움말); 다음 글자 무시됨: ‘refCITEREFThe_Open_Court’ (도움말), OCLC [1761311 http://www.worldcat.org/oclc/1761311]
- Ormsby, Frank Earl (1893). 《The law and the prophets》. A.L. Fyfe. OCLC 31898638.
- Michael Vincent O'Shea, Ellsworth Decatur Foster; George Herbert Locke (1920). 《The world book: organized knowledge in story and picture》 8. W.F. Quarrie & Co. , OCLC [707067037 http://www.worldcat.org/oclc/707067037]
- Oxley, Thomas (1830). 《The celestial planispheres, or astronomical charts》. OCLC 562440337., OCLC [562440337 http://www.worldcat.org/oclc/562440337]
- Partridge, John (1825). 《The astrologer's pocket companion and general magazine》. Scientific Press., OCLC [13371093 http://www.worldcat.org/oclc/13371093]
- Ridpath, Ian (2001). 《Stars and Planets Guide》. Princeton University Press. ISBN 9780691089133.
- Roback, Charles W. (1854). 《The mysteries of astrology and the wonders of magic》., OCLC [609243056 http://www.worldcat.org/oclc/609243056]
- Scott, John P. (1996). 《The Four Gospels》. Health Research Books. ISBN 9780787307516.
- Shoemaker, Mabel (1904). 《Astrology》. Penn Publishing Company., OCLC [4936191 http://www.worldcat.org/oclc/4936191]
- Spencer, Neil (2000). 《True as the Stars Above》. London: Victor Gollancz.
- Whittier Merton, Holmes (1899). 《Heliocentric Astrology: Or, Essentials of Astronomy and Solar Mentality》. D. McKay., OCLC [6051760 http://www.worldcat.org/oclc/6051760]
- Zarka, Philippe (2011). 《Astronomy and astrology》. 《Proceedings of the International Astronomical Union》 5. doi:10.1017/S1743921311002602.

### 온라인 자료
- 《Pisces》. Britannica.com Inc. 2013년 1월 21일에 확인함. |출판사=에 외부 링크가 있음 (도움말)
- 《Constellation of Pisces》. International Astronomical Union. 2013년 1월 21일에 확인함.
- 《Astronomical Pseudo-Science: A Skeptic's Resource List》. Astronomical Society of the Pacific. 2013년 1월 21일에 확인함.
- “The Fish That Saved Pittsburgh”. 《Plot Summary》. Imdb. 2013년 1월 21일에 확인함.
- 《Pisces》. Oxford University Press. 2012년 11월 27일에 원본 문서에서 보존된 문서. 2013년 1월 21일에 확인함.
- Ridpath, Ian; Ian Ridpath. 〈Pisces the fishes〉. 《Star Tales》. 2013년 1월 21일에 확인함.